# 음력 10월 11일
음력 10월 11일은 음력 10월의 11번째 날이다.

## 사건
- 1885년(양력 11월 17일): 청나라가 위안스카이를 조선의 주차조선총리교섭통상사의로 임명하다.

## 탄생
- 1337년 - 조선 초대 국왕 이성계.
- 1456년 - 조선 9대 국왕 성종의 정비 공혜왕후.
- 1964년 - 대한민국의 배우 박정학.
- 1984년 - 일본의 가수, 배우 니시키도 료.
- 1985년 - 대한민국의 레이싱 모델 이지후.
- 1989년 - 대한민국의 배우,모델 진아름.
- 1990년 - 대한민국의 축구 선수 임선주.
- 1991년
  - 대한민국의 가수 박형식(제국의 아이들).
  - 대한민국의 프로게이머 윤하운.
  - 일본의 가수 카사이 토모미.
  - 대한민국의 킥복싱 선수 강주희.
- 1992년 - 대한민국의 배우 이다인.

## 사망
- 2014년 - 대한민국의 가수 죠앤.
- 2015년 - 대한민국의 제14대 대통령 김영삼.
- 2018년
  - 대한민국의 성우 김일.
  - 대한민국의 기업인 윤정구.

## 같이 보기
- 음력 360일: 1월 2월 3월 4월 5월 6월 7월 8월 9월 10월 11월 12월
- 그전날:10월 10일 다음날:10월 12일 - 전달:9월 11일 다음달:11월 11일
- 양력:10월 11일
- 음력, 윤달